# Stan kryzysowy
Stan kryzysowy (Crisis) – dramatyczny, amerykański serial telewizyjny wyprodukowany przez 20th Century Fox Television dla NBC. Serial jest emitowany od 16 marca 2014 roku. Twórcą serialu jest Rand Ravich. 

W Polsce serial miał swoją premierę 3 kwietnia 2014 roku na kanale Fox Polska.

9 maja 2014 roku, stacja NBC oficjalnie ogłosiła anulowanie serialu  Stan kryzysowy

## Fabuła
Serial skupia się na Marcusie Finley, młodym agencie Tajnych Służb, który podczas pierwszego dnia pracy znajduje się w samym środku spisku międzynarodowego. 

## Obsada
- Lance Gross jako Marcus Finley, agent specjalny w Tajnych Służbach (Secret Service)[4]
- Rachael Taylor jako Susie Dunn, agent specjalny FBI[4]
- Gillian Anderson jako Meg Fitch[4]
- Michael Beach jako Olsen, dyrektor FBI[4]
- Max Martini jako Koz[4]
- James Lafferty jako pan Nash[4]
- Dermot Mulroney jako Bill Gibson, były agent operacyjny CIA[4]
- Halston Sage jako Amber Fitch[4]
- Stevie Lynn Jones jako Beth Ann Gibson[4]
- Max Schneider jako Ian Martinez[4]
- Joshua Erenberg jako Anton Roth[4]

## Role drugoplanowe
- Mark Valley jako Widener, dyrektor CIA
- David Andrews jako Hurst
- John Allen Nelson jako DeVore, prezydent
- David Chisum jako Noah Fitch
- Adam Scott Miller jako Kyle Devore
- Brandon Ruiter jako Luke Putnam
- Shavon Kirksey jako Sloan Yarrow
- Rammel Chan jako Jin Liao
- Jessica Dean Turner jako Dutton
- John Henry Canavan jako Morgan Roth

## Odcinki
| Sezon | Sezon | Odcinki | Oryginalna emisja | Oryginalna emisja | Oryginalna emisja | Oryginalna emisja | Oryginalna emisja |
| Sezon | Sezon | Odcinki | Premiera sezonu   | Finał sezonu      | Premiera sezonu   | Finał sezonu      |                   |
| ----- | ----- | ------- | ----------------- | ----------------- | ----------------- | ----------------- | ----------------- |
|       | 1     | 13      | 16 marca 2014     | 21 czerwca 2014   | 3 kwietnia 2014   | 11 lipca 2014     |                   |

### Sezon 1 (2014)
| Nr | #  | Tytuł                               | Polski tytuł                              | Reżyseria             | Scenariusz                            | Premiera         | Premiera         |
| -- | -- | ----------------------------------- | ----------------------------------------- | --------------------- | ------------------------------------- | ---------------- | ---------------- |
| 1  | 1  | Pilot                               | Porwanie                                  | Phillip Noyce         | Rand Ravich                           | 16 marca 2014    | 3 kwietnia 2014  |
| 2  | 2  | If You Are Watching This I Am Dead  | Jeśli to oglądacie to znaczy, że nie żyję | Peter Markle          | Rand Ravich                           | 23 marca 2014    | 10 kwietnia 2014 |
| 3  | 3  | What Was Done To You                | Co wam zrobili?                           | Mark Piznarski        | Rand Ravich                           | 30 marca 2014    | 17 kwietnia 2014 |
| 4  | 4  | We Were Supposed to Help Each Other | Mieliśmy sobie pomagać                    | Frederick King Keller | Rand Ravich                           | 6 kwietnia 2014  | 24 kwietnia 2014 |
| 5  | 5  | Designated Allies                   | Wyznaczeni sojusznicy                     | Christine Moore       | Far Shariat                           | 13 kwietnia 2014 | 1 maja 2014      |
| 6  | 6  | Here He Comes                       | Oto nadchodzi                             | Nick Gomez            | Sam Ernst Jim Dunn                    | 20 kwietnia 2014 | 8 maja 2014      |
| 7  | 7  | Homecoming                          | Powrót do domu                            | Steven DePaul         | Erik Oleson                           | 27 kwietnia 2014 | 15 maja 2014     |
| 8  | 8  | How Far Would You Go                | Jak daleko się posuniesz                  | Sarah Pia Anderson    | Dawn DeNoon                           | 4 maja 2014      | 22 maja 2014     |
| 9  | 9  | You Do Not Know War                 | Nie wiesz co to wojna                     | Joshua Butler         | Jim Dunn Sam Ernst Rand Ravich        | 25 maja 2014     | 29 maja 2014     |
| 10 | 10 | Found                               | Odnaleziony                               | Mark Piznarski        | Morenike Balogun Michael Sonnenschein | 1 czerwca 2014   | 5 czerwca 2014   |
| 11 | 11 | Best Laid Plans                     | Najlepiej ułożone plany                   | Eriq La Salle         | Erik Oleson Dawn DeNoon               | 15 czerwca 2014  | 11 lipca 2014    |
| 12 | 12 | This Wasn't Supposed To Happen      | To nie miało się wydarzyć                 | Constantine Makris    | Far Shariat                           | 21 czerwca 2014  | 11 lipca 2014    |
| 13 | 13 | World's Best Dad                    | Najlepszy tata na świecie                 | Mark Piznarski        | Rand Ravich                           | 21 czerwca 2014  | 11 lipca 2014    |

## Ciekawostki
Pierwotny tytuł serialu to Rand Ravich. W listopadzie po nakręceniu 6 odcinków przerwano produkcję na 8 dni. Producenci tłumaczyli, że potrzebny był czas na dokonanie  zmian w fabule serialu.